# Belleuse
Belleuse (picardisch: Béleu) ist eine nordfranzösische Gemeinde mit 299 Einwohnern (Stand 1. Januar 2022) im Département Somme in der Region Hauts-de-France. Die Gemeinde liegt im Arrondissement Amiens und gehört zum Kanton Ailly-sur-Noye.

## Geographie
Die Gemeinde an der Grenze zum Département Oise liegt rund vier Kilometer südwestlich von Conty. Auf dem hoch gelegenen Gemeindegebiet stehen zwei Richtfunkstationen.

## Geschichte
Die mittelalterliche Herrschaft unterstand der Katellanei von Conty.
| 1962 | 1968 | 1975 | 1982 | 1990 | 1999 | 2006 | 2010 |
| ---- | ---- | ---- | ---- | ---- | ---- | ---- | ---- |
| 348  | 327  | 258  | 246  | 258  | 280  | 314  | 347  |

## Verwaltung
Bürgermeister (maire) ist seit 2001 Joseph Bleyaert (zugleich Präsident des Gemeindeverbands).

## Sehenswürdigkeiten
- um 1865 wieder aufgebaute Kirche Saint-Pierre mit einem Turm aus dem 15. Jahrhundert
- Kapelle Saint-Pierre auf dem Friedhof (18. Jahrhundert) nördlich des Dorfs